# Justyn (Ochotin)
Justyn, imię świeckie Ioann Jakowlewicz Ochotin (ur. 11 listopada?/23 listopada 1823 w Arzamasie, zm. 12 maja?/25 maja 1907) – rosyjski biskup prawosławny.
Był synem kapłana prawosławnego. Ukończył seminarium duchowne w Niżnym Nowogrodzie. 20 maja 1853 złożył wieczyste śluby mnisze, zaś 13 września tego samego roku został wyświęcony na hieromnicha. W tym samym roku ukończył Petersburską Akademię Duchowną i został zatrudniony w seminarium duchownym w Kostromie w charakterze wykładowcy. W 1855 obronił pracę magisterską w dziedzinie teologii i został inspektorem seminarium duchownego w Jarosławiu. W 1857 podniesiony do godności archimandryty.
25 maja 1871 miała miejsce jego chirotonia biskupia, po której przyjął tytuł ostrogskiego, wikariusza eparchii wołyńskiej. W 1879 przeniesiony na katedrę charkowską, po trzech latach – na katedrę podolską i bracławską. W 1887 został biskupem kurskim i biełgorodzkim. W 1893 został podniesiony do godności arcybiskupiej i przeniesiony na katedrę chersońską i odeską. W 1905 na własną prośbę odszedł w stan spoczynku. Dwa lata później zmarł.